# 居伊·德波
居伊·德波（法語：Guy-Ernest Debord，1931年12月28日—1994年11月30日）是一位法國哲学家、馬克思主義理論家、字母主義國際成員、情境主义国际創始人、電影導演。他也曾是左翼組織社会主义还是野蛮主义的成員。
德波於1967年出版的《景觀社會》是他最有影響力的著作，對於之後的馬克思主義、無政府主義等極左思想有著深遠影響。
1994年，在剛度過63歲生日的幾週后，他自殺身亡。

## 生平
德波出生於巴黎，父親在他年幼時便身故，因此他母親將他託付給住在義大利的祖母。他中學於坎城就讀，引起他對電影的興趣。
他19歲時便加入字母主義國際，並在60年代領導國際情境主義發展，影響了當時的法国学生运动，影響後世甚大的《景觀社會》（La Société du Spectacle）也在那幾年出版。由於原始成員退出，1972年情境主義國際解散，德波開始關注在電影製作。
他結過兩次婚，但都屬於開放式的關係。由於長時間飲酒過量，他開始受周邊神經病變所苦，1994年他朝自己心臟開槍自殺死亡。

## 作品

### 著作
1967年出版的《景觀社會》是居伊·德波最具影響力的著作，他創造了「景觀(Spectacle)」這個概念，試圖去解釋日常生活中的公私領域在歐洲的資本主義發展過程中所導致的精神衰弱的問題，而“景觀”便是他假設的罪魁禍首，「景觀」為謊言提供了更具迷惑性的傳播手段，滿足了特定人群在特定局部的需要，用來統治人類。這種批判是承襲於馬克思、馬爾庫塞、盧卡奇等人對商品的批判。以居伊·德波為代表的情境主義則試圖把激進的藝術和政治融合在一起，以先鋒派藝術和日常生活雙重革命的姿態努力復興馬克思的革命實踐，激烈地批判資本主義的“景觀社會”。

### 電影
德波被稱作「新影像先鋒之父」，其作品帶有強烈實驗特質。以下為其作品
- 《隆迪的狂吠/为萨德疾呼》(Hurlements en faveur de Sade，1952)
- 《关于在短时间内的某几个人的经过》(Sur le passage de quelques personnes à travers une assez courte unité de temps，1959)
- 《景观社会》 (，1973)
- 《驳斥所有对〈景观社会〉电影的判断，无论褒贬》(，1974)
- 《我们一起游荡在夜的黑暗中，然后被烈火吞噬》(In girum imus nocte et consumimur igni，1978)
- 《居伊·德波的艺术与时代》(Guy Debord, son art, son temps，1994)。

德波生前曾禁止他的影片发行和传播，所以在他死后他的电影才得以流出。

### 遊戲
- 《Le Jeu de la Guerre》

屬於圖版戰棋或是抽象棋類，同樣死後才出版。

### 註腳
1. ↑  . philosophynow.org.   [2023-09-14]. （原始内容存档于2019-07-22）.